# Clayton (hrabstwo Polk)
Clayton – miasto w Stanach Zjednoczonych, w stanie Wisconsin, w hrabstwie Polk.